# Сантамария, Сантьяго
Сантья́го Сантамари́я (исп. Santiago Santamaría; 22 августа 1952, Сан-Николас-де-лос-Арройос — 27 июля 2013) — аргентинский футболист, нападающий. Выступал за клубы «Ньюэллс Олд Бойз» и «Реймс» и за сборную Аргентины.
Второй бомбардир в истории «Ньюэллс», забил 90 голов в 291 проведённом матче, уступает по числу голов лишь Виктору Рамосу, забившему 104 гола. По количеству матчей за «Ньюэллс» занимает 8-е место за всю историю клуба. Чемпион и призёр первенства Аргентины в составе команды.
Выступал также за «Реймс», бывший тогда середняком высшей французской лиги. В сезоне 1975/76 клуб добился лучшего результата в первенстве за время пребывания в нём Сантамарии, став пятым, а через год дошёл до финала Кубка Франции 1976/77, где уступил «Сент-Этьену», одному из лидеров французского футбола тех лет. После того, как в сезоне 1978/79 «Реймс» занял последнее место и вылетел во второй дивизион, Сантамария вернулся в «Ньюэллс».
Провёл 11 матчей за национальную сборную. На ЧМ-1982 вышел на поле в двух матчах из пяти проведённых его командой, в обоих на замену. Команда на том турнире успешно прошла первый групповой этап, а во втором групповом этапе проиграла оба матча и покинула турнир.

## Достижения
«Ньюэллс Олд Бойз»
- Чемпион Аргентины: 1974 (Метрополитано)
- 3-е место в чемпионате Аргентины: 1980 (Насьональ), 1981 (Метрополитано)

«Реймс»
- Финалист Кубка Франции: 1976/77
- Обладатель Альпийского кубка: 1977